# 枕狀熔岩
枕狀熔岩（英語：Pillow lavas）
是指外形如枕頭形狀的熔岩，是熔岩在水下溢出的特徵。 它通常出露是一系列無層理的不連續枕狀火山岩石，每個枕狀熔岩通常直徑可達一米。它是構成一般洋殼第 2 層的上部的主要岩石。
枕狀熔岩通常由玄武岩組成，但由科馬提岩、苦橄玄武岩、玻古安山岩、玄武質安山岩、安山岩、英安岩甚至流紋岩組成的亦有 。通常組合物越长英质化（二氧化矽含量越高 ），熔岩的粘度越高，導致枕狀熔岩越大。

#### 產狀
熔岩在任何水下溢出就可形枕狀熔岩，例如沿著海洋熱點的火山鍊和大洋中脊的構造板塊邊界。 當新的洋殼從形成時，厚層枕狀熔岩從下方岩漿房經由岩牆在擴張中心噴出。 枕狀熔岩和相關的席狀岩牆構成了經典的蛇綠岩套的一部分（當一海洋地殼被推到大陸地殼上時，因而使海洋地殼段暴露在海平面以上）。
伊蘇阿Isua和巴伯頓綠岩帶Barberton greenstone belts是在地球上保存最古老的火山岩石。其中有枕狀熔岩，證實了太古宙早期地球表面存在大量水體。 在變質岩帶中的枕狀熔岩，也被用於確認水下火山活動。
在一些冰下火山早期噴發火山岩中亦有枕狀熔岩 。

#### 形成機制
當岩漿溢出到水中時，由於熔岩和水之間的溫差很大，所以溢出的舌狀岩漿表面會很快冷卻，形成一層外皮。當熔岩繼續溢出時，舌狀岩漿會繼續拉長並隨著膨脹，直到裏面岩漿的壓力使外皮破裂，形成破口並形成一個新的溢出點。 這就產生了一系列相互連接的葉狀形狀，但橫截面呈枕狀的岩石，由於外皮的冷卻速度比內部快，因此它的顆粒非常細，類似玻璃質。 內部的岩漿冷卻較慢，所以比表皮略粗，但仍屬為細粒結晶。